# Ідріс ібн Катада
Ідріс ібн Катада (араб. إدريس بن قتادة; д/н — 1270) — 20-й шаріф й емір Мекки у 1254—1270 роках.

## Життєпис
Походив з гілки правлячої династії Хасанідів — бану-катада. Син шаріфа Катади ібн Ідріса. Про молоді роки обмаль відомостей. 1254 року спільно з внучатим небожем Абу Нумаєм ібн Абу'л-Саадом ймовірно за підтримки мамлюків переміг та повалив небожа Ганіма ібн Раджі. У січні 1255 року їх було повалено еміром аль-Мубарізом ібн Біртасом, якого відправив аль-Музаффар Юсуф (Расулід), володар Ємену. Через 2 місяці Ідріс з Абу Нумаєм повернути владу над Меккою. У 1256 року після смерті брата Раджі на деякий час передав повну владу Абу Нумайї. 1257 року повернув її. 1258 року коли Абу Нумай виступив на підкорення Таїфу, то Мекку захопили сини колишнього шаріфа Хасана ібн Катада. За 6 днів Абу Нумай I відвоював Мекку.
1261 року під тиском війська аль-Музаффара Юсуфа, володаря Ємену з династії Расулідів, спільно з співшаріфом відступив з Мекки. Але після того, як аль-Музаффар здійснив хадж (через 10 діб) Ідріс і Абу Нумай повернулися. 1268 року проти нього виступив Абу нумайя, який намагався отримати допомогу від єгипетського султана Бейбарса. Проте того ж року Ідріс повернув владу, але вимушен був зберегти статус-кво. Натомість обидва визнали зверхність султана, зобов'язалися вдійснювати хутбу (проповідь) і сікку (карбування монет) на його ім’я Бейбарса та сплачувати тому щорічну данину в 20 тис. срібних дірхемів. Того року Бейбарс здійснив хадж і був задоволений їхнім правлінням.
У 1270 році між двома шарифами знову сталася суперечка, в якій був убитий син Абу Нумайя. Останній втік до Янбу, де зібрав війська. У листопаді/грудні того ж року в битві біля Хулайса Ідріс зазнав поразки й загинув. Одноосібним шаріфом став Абу Нумай I.